# Acianthera tristis
Acianthera tristis é  uma espécie de orquídea (Orchidaceae) descrita para o Paraná, Brasil. É planta planta de tamanho médio a grande, de crescimento cespitoso, da afinidade da Acianthera macropoda porém menor, com caules mais finos, com menos flores, estas medem metade do tamanho, de cores escuras.

## Publicação e sinônimos
- Acianthera tristis (Barb.Rodr.) Pridgeon & M.W.Chase, Lindleyana 16: 246 (2001).

Sinônimos homotípicos:
- Pleurothallis tristis Gen. Spec. Orchid. 2: 293 (1882).